# Potentilla bryoides
Potentilla bryoides es una especie de planta del género Potentilla, perteneciente a la familia Rosaceae.

## Taxonomía
Potentilla bryoides fue descrita por Jiří Soják en 1969.

## Distribución
Se encuentra en el territorio este del Himalaya.